# Marieke (Jacques Brel)
"Marieke" is een nummer van de Belgische chansonnier Jacques Brel. Het nummer verscheen op zijn gelijknamige album uit 1961. Dat jaar werd het uitgebracht als single.

## Achtergrond
"Marieke" is geschreven door Brel en Gérard Jouannest. Het is het eerste nummer waarin hij in zowel het Frans als in het Nederlands zingt. Daarnaast heeft hij nog een volledig Nederlandstalige versie opgenomen, met een tekst geschreven door Eric Franssen. In het nummer zingt hij over een Vlaamse vrouw genaamd Marieke, van wie hij ooit hield. Zij woonde "tussen de torens van Brugge en Gent". Hij wil dat zij elkaar weer ontmoeten in het "lage land van Vlaanderen" (een verwijzing naar zijn andere nummer "Le Plat Pays", oftewel "Mijn vlakke land").
Er bestaat een andere single-uitgave van "Marieke", waarop de B-kant wordt gevuld door "Laat me niet alleen", een Nederlandstalige versie van "Ne me quitte pas". De single bereikte de "Bubbling Under"-lijst van de Waalse Ultratop 50. In 1988 werd in Brugge een standbeeld onthuld dat Marieke zou moeten voorstellen.
"Marieke" is vele malen gecoverd. Brel heeft zelf altijd aangegeven aan artiesten die het wilden coveren dat zij alles mochten veranderen aan de Franse tekst, als zij de Nederlandse tekst maar intact lieten. Covers zijn afkomstig van onder meer Hans de Booij, Judy Collins, Shawn Elliott, Laïs, Amanda McBroom, Liza Minnelli, Laurika Rauch, Mort Shuman en Herman van Veen.

## NPO Radio 2 Top 2000
| Nummer met noteringen in de NPO Radio 2 Top 2000 | '99  | '00 | '01  | '02  | '03 | '04  | '05 | '06 | '07  | '08 | '09  | '10  | '11  | '12  | '13  | '14  | '15  |
| ------------------------------------------------ | ---- | --- | ---- | ---- | --- | ---- | --- | --- | ---- | --- | ---- | ---- | ---- | ---- | ---- | ---- | ---- |
| Marieke                                          | 1049 | -   | 1180 | 1131 | 808 | 1073 | 858 | 913 | 1044 | 946 | 1188 | 1487 | 1524 | 1419 | 1376 | 1574 | 1899 |

1. ↑  Een '-' betekent dat het nummer niet was genoteerd en een vetgedrukt getal geeft de hoogste notering aan.
2. ↑  Deze tabel is bijgewerkt tot en met de laatste editie (2024).